# Fendeille
Fendeille  est une commune française située dans le nord-ouest du département de l'Aude, en région Occitanie.
Sur le plan historique et culturel, la commune fait partie du Lauragais, l'ancien « pays de Cocagne », lié à la fois à la culture du pastel et à l’abondance des productions, et de « grenier à blé du Languedoc ». Exposée à un climat méditerranéen, elle est drainée par le ruisseau de Fendeille, le ruisseau de Laval Basse. La commune possède un patrimoine naturel remarquable : un site Natura 2000 (le « piège et collines du Lauragais ») et une zone naturelle d'intérêt écologique, faunistique et floristique.
Fendeille est une commune rurale qui compte 613 habitants en 2022, après avoir connu une forte hausse de la population depuis 1975. Elle fait partie de l'aire d'attraction de Castelnaudary. Ses habitants sont appelés les Fendeillais et Fendeillaises.

## Géographie

### Localisation
Fendeille est une commune de l'aire urbaine de Castelnaudary située dans la Piège en Lauragais à 5 km au sud de Castelnaudary.

### Communes limitrophes
Fendeille est limitrophe de quatre autres communes.
Les communes limitrophes sont  Castelnaudary, Fonters-du-Razès, Mireval-Lauragais et Villeneuve-la-Comptal.
| Villeneuve-la-Comptal |           | Castelnaudary     |
|                       | Fendeille |                   |
| Fonters-du-Razès      |           | Mireval-Lauragais |

### Géologie et relief
La superficie de la commune est de 717 hectares ; son altitude varie de 154  à   331 mètres.
Fendeille se situe en zone de sismicité 1 (sismicité très faible).

### Voies de communication et transports
Accès avec l'autoroute A 61 (sortie 21).

### Hydrographie
La commune est dans la région hydrographique « Côtiers méditerranéens », au sein du bassin hydrographique Rhône-Méditerranée-Corse. Elle est drainée par le ruisseau de Fendeille et le ruisseau de Laval Basse, qui constituent un réseau hydrographique de 5 km de longueur totale,.

### Climat
Pour des articles plus généraux, voir Climat de l'Occitanie et Climat de l'Aude.
En 2010, le climat de la commune est de type climat du Bassin du Sud-Ouest, selon une étude s'appuyant sur une série de données couvrant la période 1971-2000. En 2020, Météo-France publie une typologie des climats de la France métropolitaine dans laquelle la commune est exposée à un climat océanique altéré et est dans la région climatique Aquitaine, Gascogne, caractérisée par une pluviométrie abondante au printemps, modérée en automne, un faible ensoleillement au printemps, un été chaud (19,5 °C), des vents faibles, des brouillards fréquents en automne et en hiver et des orages fréquents en été (15 à 20 jours).
Pour la période 1971-2000, la température annuelle moyenne est de 13,3 °C, avec une amplitude thermique annuelle de 15,8 °C. Le cumul annuel moyen de précipitations est de 732 mm, avec 9,9 jours de précipitations en janvier et 5,2 jours en juillet. Pour la période 1991-2020, la température moyenne annuelle observée sur la station météorologique la plus proche, située sur la commune de Castelnaudary à 6 km à vol d'oiseau, est de 14,1 °C et le cumul annuel moyen de précipitations est de 707,4 mm,. Pour l'avenir, les paramètres climatiques de la commune estimés pour 2050 selon différents scénarios d'émission de gaz à effet de serre sont consultables sur un site dédié publié par Météo-France en novembre 2022.

### Milieux naturels et biodiversité

#### Réseau Natura 2000

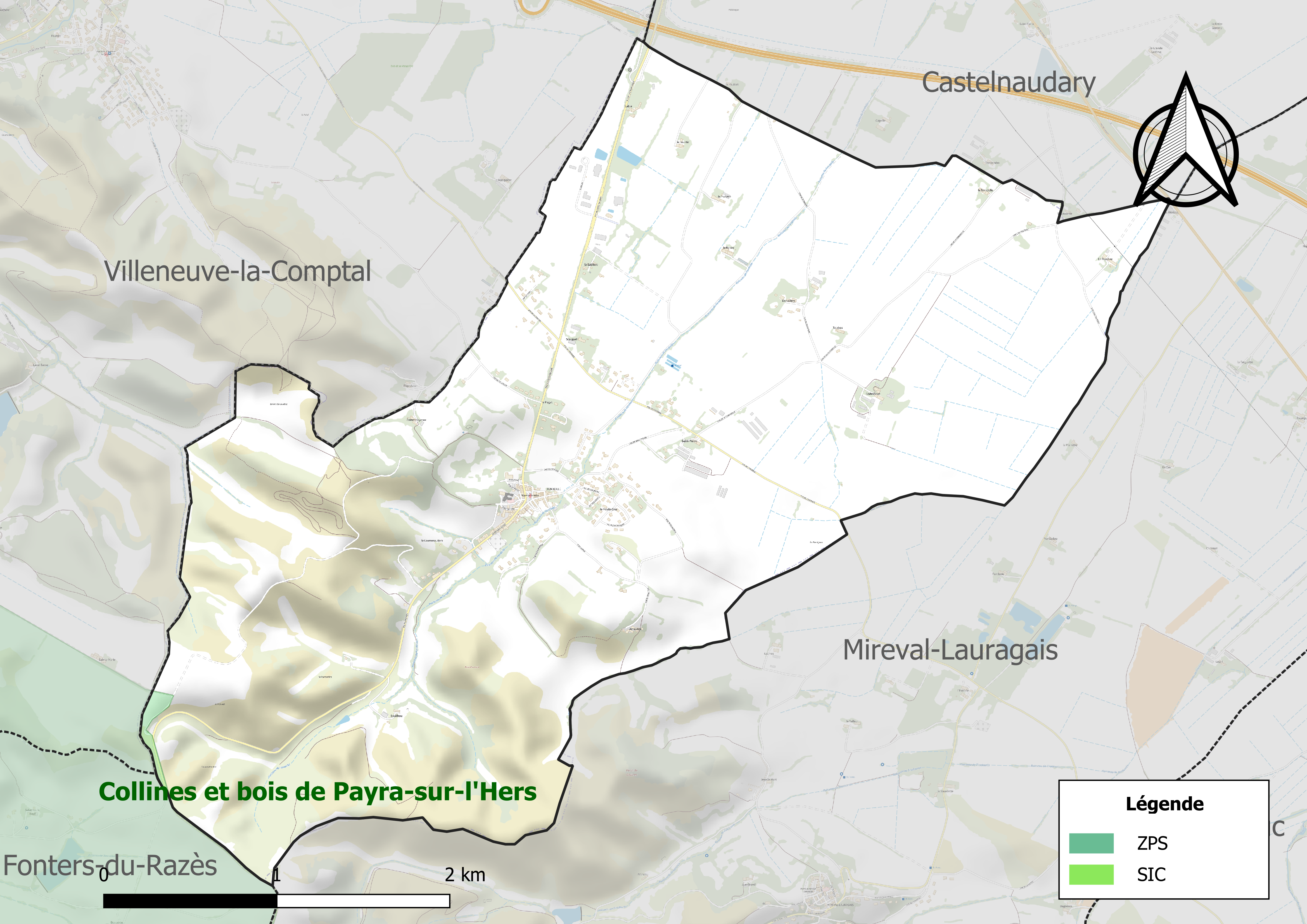
Sites Natura 2000 sur le territoire communal.

Le réseau Natura 2000 est un réseau écologique européen de sites naturels d'intérêt écologique élaboré à partir des directives habitats et oiseaux, constitué de zones spéciales de conservation (ZSC) et de zones de protection spéciale (ZPS). Un site Natura 2000 a été défini sur la commune au titre  de la directive oiseaux : le « piège et collines du Lauragais », d'une superficie de 31 216 ha, ayant une position de transition entre la Montagne Noire et les premiers contreforts pyrénéens. On y voit donc régulièrement des espèces à grand domaine vital soit en chasse, soit à la recherche soit de sites de nidification : le Vautour fauve, l'Aigle royal, le Faucon pèlerin sont ainsi plus ou moins régulièrement observés sur le territoire concerné.

#### Zones naturelles d'intérêt écologique, faunistique et floristique

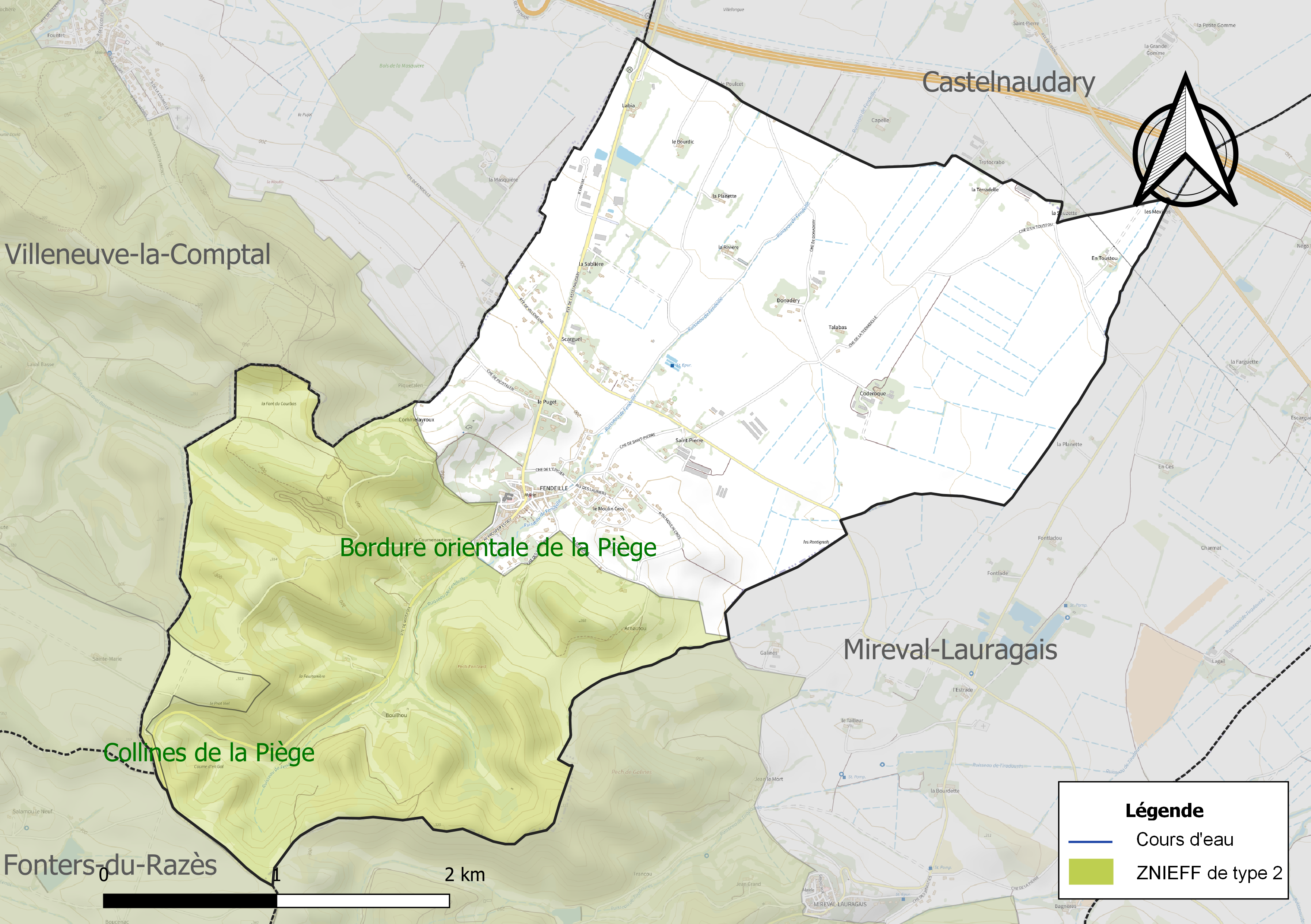
Carte de la ZNIEFF de type 2 localisée sur la commune.

L’inventaire des zones naturelles d'intérêt écologique, faunistique et floristique (ZNIEFF) a pour objectif de réaliser une couverture des zones les plus intéressantes sur le plan écologique, essentiellement dans la perspective d’améliorer la connaissance du patrimoine naturel national et de fournir aux différents décideurs un outil d’aide à la prise en compte de l’environnement dans l’aménagement du territoire.
Une ZNIEFF de type 2 est recensée sur la commune : la « bordure orientale de la Piège » (11 102 ha), couvrant 22 communes du département.

## Urbanisme

### Typologie
Au 1er janvier 2024, Fendeille est catégorisée commune rurale à habitat dispersé, selon la nouvelle grille communale de densité à 7 niveaux définie par l'Insee en 2022.
Elle est située hors unité urbaine. Par ailleurs la commune fait partie de l'aire d'attraction de Castelnaudary, dont elle est une commune de la couronne,. Cette aire, qui regroupe 34 communes, est catégorisée dans les aires de moins de 50 000 habitants,.

### Occupation des sols
L'occupation des sols de la commune, telle qu'elle ressort de la base de données européenne d’occupation biophysique des sols Corine Land Cover (CLC), est marquée par l'importance des territoires agricoles (77,6 % en 2018), une proportion identique à celle de 1990 (77,6 %). La répartition détaillée en 2018 est la suivante : zones agricoles hétérogènes (52,6 %), terres arables (25,1 %), milieux à végétation arbustive et/ou herbacée (22,4 %). L'évolution de l’occupation des sols de la commune et de ses infrastructures peut être observée sur les différentes représentations cartographiques du territoire : la carte de Cassini (XVIIIe siècle), la carte d'état-major (1820-1866) et les cartes ou photos aériennes de l'IGN pour la période actuelle (1950 à aujourd'hui).

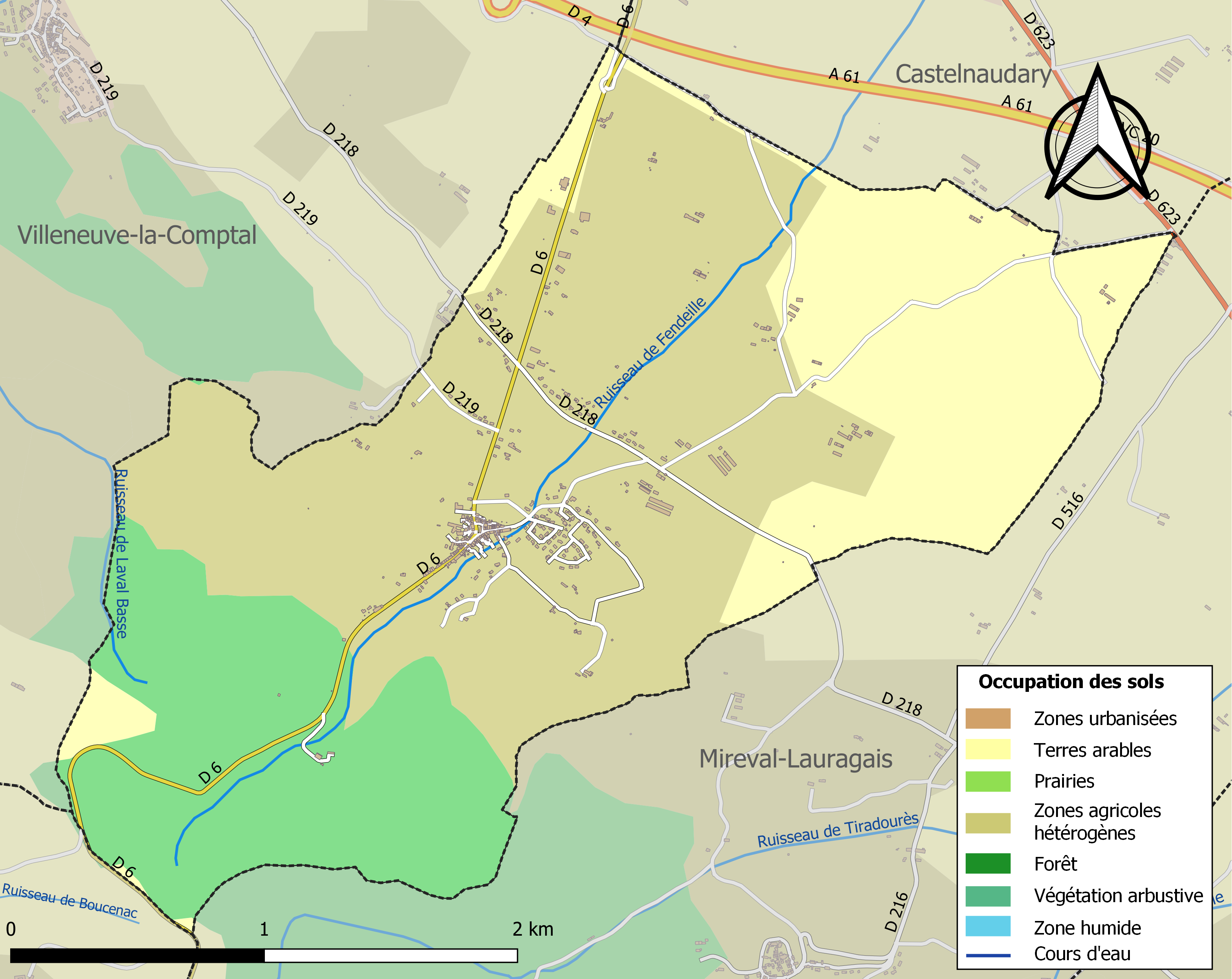
Carte des infrastructures et de l'occupation des sols de la commune en 2018 (CLC).

### Risques majeurs
Le territoire de la commune de Fendeille est vulnérable à différents aléas naturels : météorologiques (tempête, orage, neige, grand froid, canicule ou sécheresse), inondations et séisme (sismicité très faible). Un site publié par le BRGM permet d'évaluer simplement et rapidement les risques d'un bien localisé soit par son adresse soit par le numéro de sa parcelle.
Certaines parties du territoire communal sont susceptibles d’être affectées par le risque d’inondation par débordement de cours d'eau, notamment La commune a été reconnue en état de catastrophe naturelle au titre des dommages causés par les inondations et coulées de boue survenues en 1982, 1992, 1999 et 2009,.

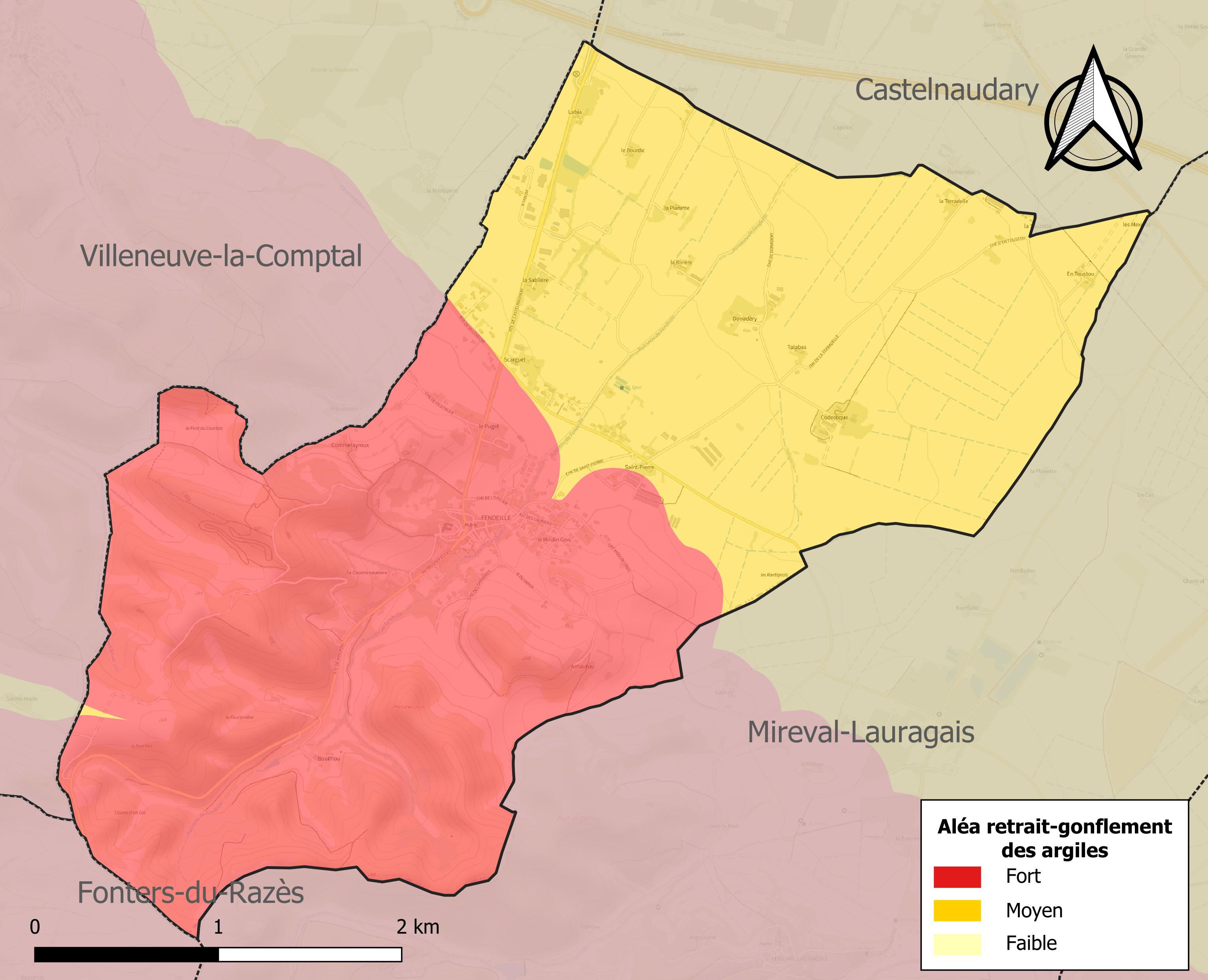
Carte des zones d'aléa retrait-gonflement des sols argileux de Fendeille.

Le retrait-gonflement des sols argileux est susceptible d'engendrer des dommages importants aux bâtiments en cas d’alternance de périodes de sécheresse et de pluie. La totalité de la commune est en aléa moyen ou fort (75,2 % au niveau départemental et 48,5 % au niveau national). Sur les 259 bâtiments dénombrés sur la commune en 2019, 259 sont en aléa moyen ou fort, soit 100 %, à comparer aux 94 % au niveau départemental et 54 % au niveau national. Une cartographie de l'exposition du territoire national au retrait gonflement des sols argileux est disponible sur le site du BRGM,.

## Toponymie
Villa de Fendeilhe, 1202 ; Fendilia, 1272 ; Fendelha, 1385.
Findicula, l., Fendilha, occitan., fissure.

## Histoire
Un bourg était présent dès l'époque romaine puisqu'au cours d'un labour, en 1969, un bronze d'applique d'origine romaine a été trouvé. Une fouille plus approfondie au lieu-dit Al Rec permit la découverte d'une villa gallo-romaine et divers objets : fragments d'amphores, un bronze de Constantin II, de la monnaie et une grande quantité d'outils en fer.
Dès 1208, des documents font état du château de Fendeille. À cette époque, Pierre-Roger de Mirepoix accorda une charte à ses habitants. La commune de Fendeille faisait partie du comté de Toulouse et tomba peu après au pouvoir de Simon de Monfort. C'est en 1210 que celui-ci donna cette place fortifiée à l'un de ses lieutenants : le chevalier de Fontaines.

## Politique et administration

### Découpage territorial
La commune de Fendeille est membre de la communauté de communes Castelnaudary Lauragais Audois, un établissement public de coopération intercommunale (EPCI) à fiscalité propre créé le 21 décembre 2012 dont le siège est à Castelnaudary. Ce dernier est par ailleurs membre d'autres groupements intercommunaux.
Sur le plan administratif, elle est rattachée à l'arrondissement de Carcassonne, au département de l'Aude, en tant que circonscription administrative de l'État, et à la région Occitanie.
Sur le plan électoral, elle dépend du canton du Bassin chaurien pour l'élection des conseillers départementaux, depuis le redécoupage cantonal de 2014 entré en vigueur en 2015, et de la troisième circonscription de l'Aude  pour les élections législatives, depuis le redécoupage électoral de 1986.

### Administration municipale
Le nombre d'habitants au recensement de 2011 étant compris entre 500 et 1 499 habitants, le nombre de membres du conseil municipal pour l'élection de 2014 est de quinze,.

### Liste des maires
| Période                                  | Période  | Identité      | Étiquette      | Qualité              |
| ---------------------------------------- | -------- | ------------- | -------------- | -------------------- |
| mars 1977                                | mai 2020 | Guy Julia     | Sans étiquette | Agriculteur retraité |
| mai 2020                                 | En cours | Danièle Fabre | SE             | Ancienne employée    |
| Les données manquantes sont à compléter. |          |               |                |                      |

## Population et société

### Démographie
L'évolution du nombre d'habitants est connue à travers les recensements de la population effectués dans la commune depuis 1793. Pour les communes de moins de 10 000 habitants, une enquête de recensement portant sur toute la population est réalisée tous les cinq ans, les populations de référence des années intermédiaires étant quant à elles estimées par interpolation ou extrapolation. Pour la commune, le premier recensement exhaustif entrant dans le cadre du nouveau dispositif a été réalisé en 2007.

En 2022, la commune comptait 613 habitants, en évolution de +11,86 % par rapport à 2016 (Aude : +2,65 %, France hors Mayotte : +2,11 %).
| 1793 | 1800 | 1806 | 1821 | 1831 | 1836 | 1841 | 1846 | 1851 |
| ---- | ---- | ---- | ---- | ---- | ---- | ---- | ---- | ---- |
| 604  | 602  | 643  | 612  | 624  | 622  | 602  | 614  | 574  |

| 1856 | 1861 | 1866 | 1872 | 1876 | 1881 | 1886 | 1891 | 1896 |
| ---- | ---- | ---- | ---- | ---- | ---- | ---- | ---- | ---- |
| 547  | 562  | 533  | 505  | 518  | 507  | 506  | 487  | 432  |

| 1901 | 1906 | 1911 | 1921 | 1926 | 1931 | 1936 | 1946 | 1954 |
| ---- | ---- | ---- | ---- | ---- | ---- | ---- | ---- | ---- |
| 363  | 350  | 357  | 290  | 286  | 273  | 275  | 287  | 249  |

| 1962 | 1968 | 1975 | 1982 | 1990 | 1999 | 2006 | 2007 | 2012 |
| ---- | ---- | ---- | ---- | ---- | ---- | ---- | ---- | ---- |
| 238  | 227  | 247  | 289  | 356  | 418  | 541  | 558  | 579  |

| 2017 | 2022 | - | - | - | - | - | - | - |
| ---- | ---- | - | - | - | - | - | - | - |
| 532  | 613  | - | - | - | - | - | - | - |

| selon la population municipale des années : | 1968 | 1975 | 1982 | 1990 | 1999 | 2006 | 2009 | 2013 |
| Rang de la commune dans le département      | 208  | 189  | 164  | 142  | 132  | 117  | 118  | 119  |
| Nombre de communes du département           | 439  | 436  | 435  | 437  | 438  | 438  | 438  | 438  |

## Économie

### Revenus
En 2018  (données Insee publiées en septembre 2021), la commune compte 232 ménages fiscaux, regroupant 568 personnes. La médiane du revenu disponible par unité de consommation est de 21 000 € (19 240 € dans le département).

### Emploi
| Division       | 2008   | 2013   | 2018   |
| -------------- | ------ | ------ | ------ |
| Commune        | 7,6 %  | 7,7 %  | 8 %    |
| Département    | 10,2 % | 12,8 % | 12,6 % |
| France entière | 8,3 %  | 10 %   | 10 %   |

En 2018, la population âgée de 15 à 64 ans s'élève à 345 personnes, parmi lesquelles on compte 76,8 % d'actifs (68,9 % ayant un emploi et 8 % de chômeurs) et 23,2 % d'inactifs,. Depuis 2008, le taux de chômage communal (au sens du recensement) des 15-64 ans est inférieur à celui de la France et du département.
La commune fait partie de la couronne de l'aire d'attraction de Castelnaudary, du fait qu'au moins 15 % des actifs travaillent dans le pôle,. Elle compte 144 emplois en 2018, contre 90 en 2013 et 69 en 2008. Le nombre d'actifs ayant un emploi résidant dans la commune est de 240, soit un indicateur de concentration d'emploi de 60,2 % et un taux d'activité parmi les 15 ans ou plus de 60,7 %.
Sur ces 240 actifs de 15 ans ou plus ayant un emploi, 42 travaillent dans la commune, soit 18 % des habitants. Pour se rendre au travail, 89,3 % des habitants utilisent un véhicule personnel ou de fonction à quatre roues, 4,6 % les transports en commun, 2,8 % s'y rendent en deux-roues, à vélo ou à pied et 3,3 % n'ont pas besoin de transport (travail au domicile).

### Activités hors agriculture

#### Secteurs d'activités
32 établissements sont implantés  à Fendeille au 31 décembre 2019. Le tableau ci-dessous en détaille le nombre par secteur d'activité et compare les ratios avec ceux du département,.
| Secteur d'activité                                                                                        | Commune | Commune | Département |
| Secteur d'activité                                                                                        | Nombre  | %       | %           |
| --- | ------- | ------- | ----------- |
| Ensemble                                                                                                  | 32      |         |             |
| Industrie manufacturière, industries extractives et autres                                                | 6       | 18,8 %  | (8,8 %)     |
| Construction                                                                                              | 10      | 31,3 %  | (14 %)      |
| Commerce de gros et de détail, transports, hébergement et restauration                                    | 4       | 12,5 %  | (32,3 %)    |
| Information et communication                                                                              | 1       | 3,1 %   | (1,6 %)     |
| Activités immobilières                                                                                    | 2       | 6,3 %   | (5,2 %)     |
| Activités spécialisées, scientifiques et techniques et activités de services administratifs et de soutien | 4       | 12,5 %  | (13,3 %)    |
| Administration publique, enseignement, santé humaine et action sociale                                    | 1       | 3,1 %   | (13,2 %)    |
| Autres activités de services                                                                              | 4       | 12,5 %  | (8,8 %)     |

Le secteur de la construction est prépondérant sur la commune puisqu'il représente 31,3 % du nombre total d'établissements de la commune (10 sur les 32 entreprises implantées  à Fendeille), contre 14 % au niveau départemental.

### Agriculture
La commune fait partie de la petite région agricole dénommée « Lauragais ». En 2010, l'orientation technico-économique de l'agriculture  sur la commune est l'élevage de volailles.
|                                   | 1988 | 2000 | 2010 |
| --------------------------------- | ---- | ---- | ---- |
| Exploitations                     | 22   | 16   | 16   |
| Superficie agricole utilisée (ha) | 688  | 431  | 723  |

Le nombre d'exploitations agricoles en activité et ayant leur siège dans la commune est passé de 22 lors du recensement agricole de 1988 à 16 en 2000 puis à 16 en 2010, soit une baisse de 27 % en 22 ans. Le même mouvement est observé à l'échelle du département qui a perdu pendant cette période 52 % de ses exploitations. La surface agricole utilisée sur la commune a quant à elle augmenté, passant de 688 ha en 1988 à 723 ha en 2010. Parallèlement la surface agricole utilisée moyenne par exploitation a augmenté, passant de 31 à 45 ha.

### Enseignement
Fendeille fait partie de l'académie de Montpellier.
La commune possède une école primaire.

### Activités sportives
Équitation, chasse, pétanque, randonnée pédestre,

## Culture locale et patrimoine

### Lieux et monuments
- Découverte d'un bronze d'applique et d'une villa gallo-romaine au lieu-dit Al Rec.
- Tour carrée intégrée aux maisons.
- Église Saint-Martin de Fendeille du XIVe siècle : bénitier en pierre XVIe siècle ; statue de Vierge à l'Enfant XVIIIe siècle ; calice, patène, ciboire 3e quart du XVIIe siècle ; maître-autel, retable et tabernacle en marbre et bois doré XVIIIe siècle ; table de communion en fer forgé XVIIIe siècle.
- Château de Fendeille.

### Personnalités liées à la commune
- Prosper Estieu (1860-1939) : poète d'expression française et occitane, né à Fendeille.
- Famille Fenasse.

### Héraldique
| Blason de Fendeille | Blason  | Cinq points d'or équipolés à quatre de sinople.  |
| Blason de Fendeille | Détails | Le statut officiel du blason reste à déterminer. |